# Бочков Віктор Михайлович
Ві́ктор Миха́йлович Бочко́в (рос. Виктор Михайлович Бочков; 29 жовтня (11 листопада) 1900 , Казимирівська Слобідкаd, Могильовська губернія  — 2 серпня 1981 , Москва ) — генеральний прокурор Союзу РСР (від 7 серпня 1940 до 13 листопада 1943 року). Командувач конвойних військ Міністерства внутрішніх справ СРСР (1944—1959). Член Центральної Ревізійної комісії ВКП(б) у 1941—1952 роках. Генерал-лейтенант (1944). Батько генерал-полковника авіації Бориса Бочкова.

## Біографія
Народився 29 жовтня (11 листопада) 1900 року в селі Казимирівська Слобідка Мстиславського повіту Могильовської губернії в селянській сім'ї. Мав двох братів — Миколу та Василя, а також сестру Олександру.
Віктор закінчив двокласну школу. 1910 року помер батько. 10-річного Віктора віддали на сільськогосподарський двір Успенського монастиря в селі Пустинки Мстиславського повіту (нині Мстиславського району Могильовської області Білорусі). Тут хлопець пробув майже 9 років. За цей час він, зокрема, навчався на педагогічних курсах, а останні два роки (від грудня 1917 року до серпня 1919 року) був комунаром Пустинської комуни.
У серпні 1919 року Віктора Бочкова призвали до лав Червоної армії. Того ж року він вступив до більшовицької партії.
Червоноармієць Бочков почав службу в окремому ескадроні кінної розвідки особливої кавалерійської бригади 15-ї армії, сформованої в Смоленську. У складі бригади він потрапив на Західний фронт, де воював із білополяками. Там же воював і його брат Микола (загинув у громадянську війну). У листопаді — грудні 1921 року Віктор Бочков воював у складі окремого кавалерійського ескадрону 6-ї стрілецької дивізії. Після цього командування Західного фронту направило його на 43-і Полоцькі командні курси Західного військового округу. Через рік, закінчивши їх, Бочков отримав звання червоного командира.
Молодий командир служив у Гомелі, де спочатку командував взводом 3-го кавалерійського дивізіону військ ВЧК. У лютому 1923 року Бочкова направили на охорону державного кордону. Він служив командиром взводу 9-го прикордонного батальйону Західного військового округу. У травні того ж року отримав нове призначення — його перевели на службу в Севастополь, у розпорядження командування 88-го севастопольського дивізіону військ ОГПУ. Тут упродовж року він працював інструктором із кавалерійського справи.
У Севастополі Віктор Михайлович зустрів Марію Павлівну Дегтяренко — дочку кадрового робітника, яка незабаром стала його дружиною. 1924 року в них народився син Борис — майбутній генерал-полковник авіації.
У лютому 1924 року командування направило Бочкова на нову важливу ділянку роботи — начальником застави 25-го прикордонного загону, розташованого на Румунському кордоні, в містечку Рибниця (село Карантин) на Дністрі, де він прослужив до жовтня. Потім командир Одеського прикордонного загону відрядив Бочкова на навчання в Московську вищу прикордонну школу, яку він закінчив у вересні 1925 року. Після цього Віктора Михайловича призначили начальником застави 23-го Кам'янець-Подільського прикордонного загону Українського військового округу. Застава розташовувалася в селі Ісаківці Жванецького району (нині Кам'янець-Подільського району Хмельницької області). Тут Бочков прослужив від жовтня 1925 року до березня 1930 року. З березня 1930 року — начальник маневреної групи 24-го прикордонного загону, начальник штабу 8-го кавалерійського полку. З червня 1932 року — начальник Київської зенітно-кулеметної школи ОДПУ. З січня 1933 року командував зенітно-кулеметним дивізіоном, служив командиром дивізіону, начальником відділення в 1-й школі прикордонної охорони і військ ОДПУ імені Ворошилова в місті Новий Петергоф.
У 1935—1938 роках навчався у Військовій академії РСЧА імені Фрунзе.
Після закінчення академії переведений в центральний апарат НКВС: начальник Головного тюремного управління НКВС СРСР (листопад — грудень 1938), начальник 4-го (Особливого) відділу Головного управління державної безпеки НКВС СРСР (грудень 1938 — серпень 1940). Учасник боїв з японцями на Халхін-Голі, а також війни з Фінляндією 1939—1940 років.
7 серпня 1940 — 13 листопада 1943 року — прокурор СРСР. Одночасно з 19 липня по 20 грудня 1941 року — начальник Особливого відділу НКВС Північно-Західного фронту.
3 січня 1944 — 8 червня 1951 року — начальник Управління конвойних військ НКВС (МВС) СРСР. 8 червня 1951 — 3 травня 1955 року — начальник Управління охорони Головного управління таборів МВС СРСР. 3 травня 1955 — 1957 року — начальник відділу конвойної охорони Головного управління таборів МВС СРСР, заступник начальника Головного управління таборів МВС СРСР. У 1957 — травні 1959 року — начальник відділу охорони Головного управління виправно-трудових колоній МВС СРСР, заступник начальника Головного управління виправно-трудових колоній МВС СРСР.
У відставку Бочков пішов у травні 1959 року. Після звільнення в запас Віктор Михайлович ще довго працював на виробництві. У листопаді 1961 року він очолив сектор Всесоюзного проектно-технологічного інституту будівництва дорожнього машинобудування Московського міськраднаргоспу, а з вересня 1963 року обіймав посаду заступника начальника відділу Проектно-конструкторського технологічного інституту машинобудування. Він серпня 1981 року був пенсіонером Міністерства внутрішніх справ СРСР.
1977 року померла дружина Бочкова, Марія Павлівна. У листопаді 1980 року Віктору Михайловичу Бочкову виповнилося 80 років. У зв'язку з цим виконувач обов'язків Генерального прокурора СРСР Олександр Рекунков надіслав ювіляру теплий вітальний лист.
Помер Віктор Михайлович Бочков 2 серпня 1981 року . Його поховали на Новодівочому цвинтарі в Москві.

## Нагороди
- 29 серпня 1939 року — орден Червоного Прапора
- 26 квітня 1940 року — орден Леніна
- 2 лютого 1942 року — знак «Заслужений працівник НКВС»
- 8 березня 1944 року — орден Червоної Зірки
- 7 липня 1944 року — орден Вітчизняної війни першого ступеня
- 3 листопада 1944 року — орден Червоного Прапора (вдруге)
- 21 лютого 1945 року — орден Леніна (вдруге)
- 21 вересня 1945 року орден Суворова другого ступеня
- 29 жовтня 1948 року — орден Вітчизняної війни першого ступеня (вдруге)
- 24 серпня 1949 року — орден Вітчизняної війни першого ступеня (втретє)
- 19 вересня 1952 року — орден Трудового Червоного Прапора
- Також нагороджено ще одним орденом Червоного Прапора та тринадцятьма медалями[2].